# Jänsmässtjärnarna (Åre socken, Jämtland, 704164-135531)
Jänsmässtjärnarna är en sjö i Åre kommun i Jämtland och ingår i Indalsälvens huvudavrinningsområde.